# Stereofotoaparát

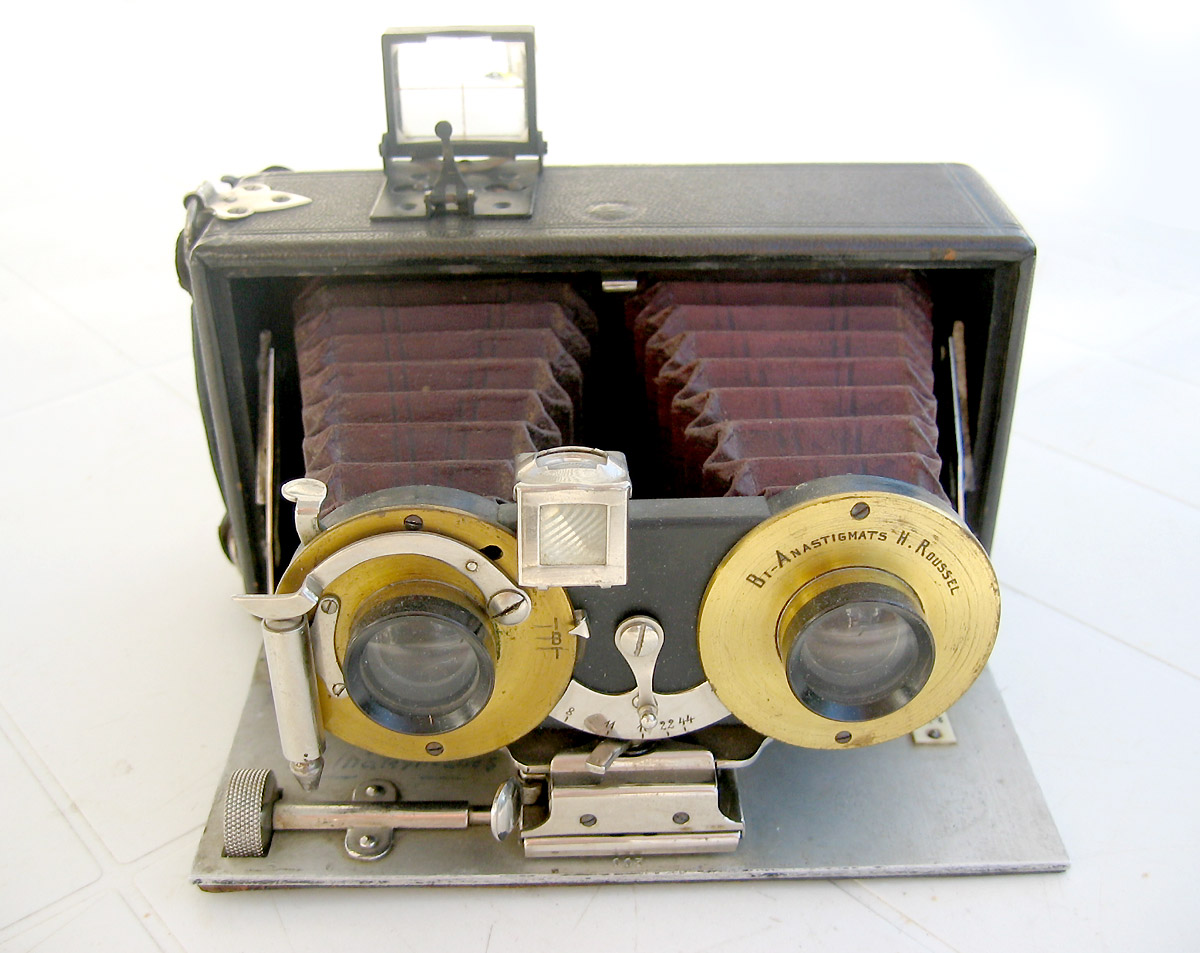
Stereofotoaparát se dvěma měchy Le Rêve, Francie, 1904

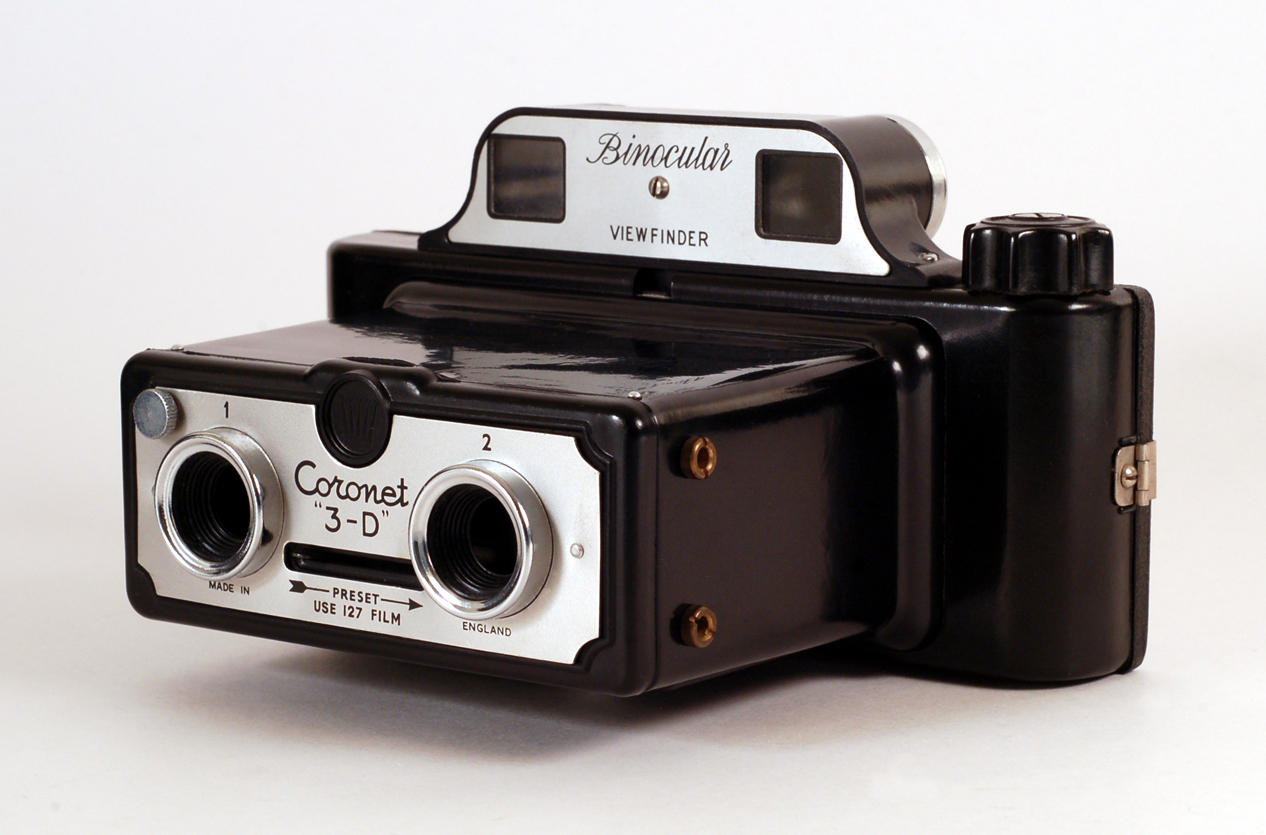
Stereofotoaparát Coronet "3-D"

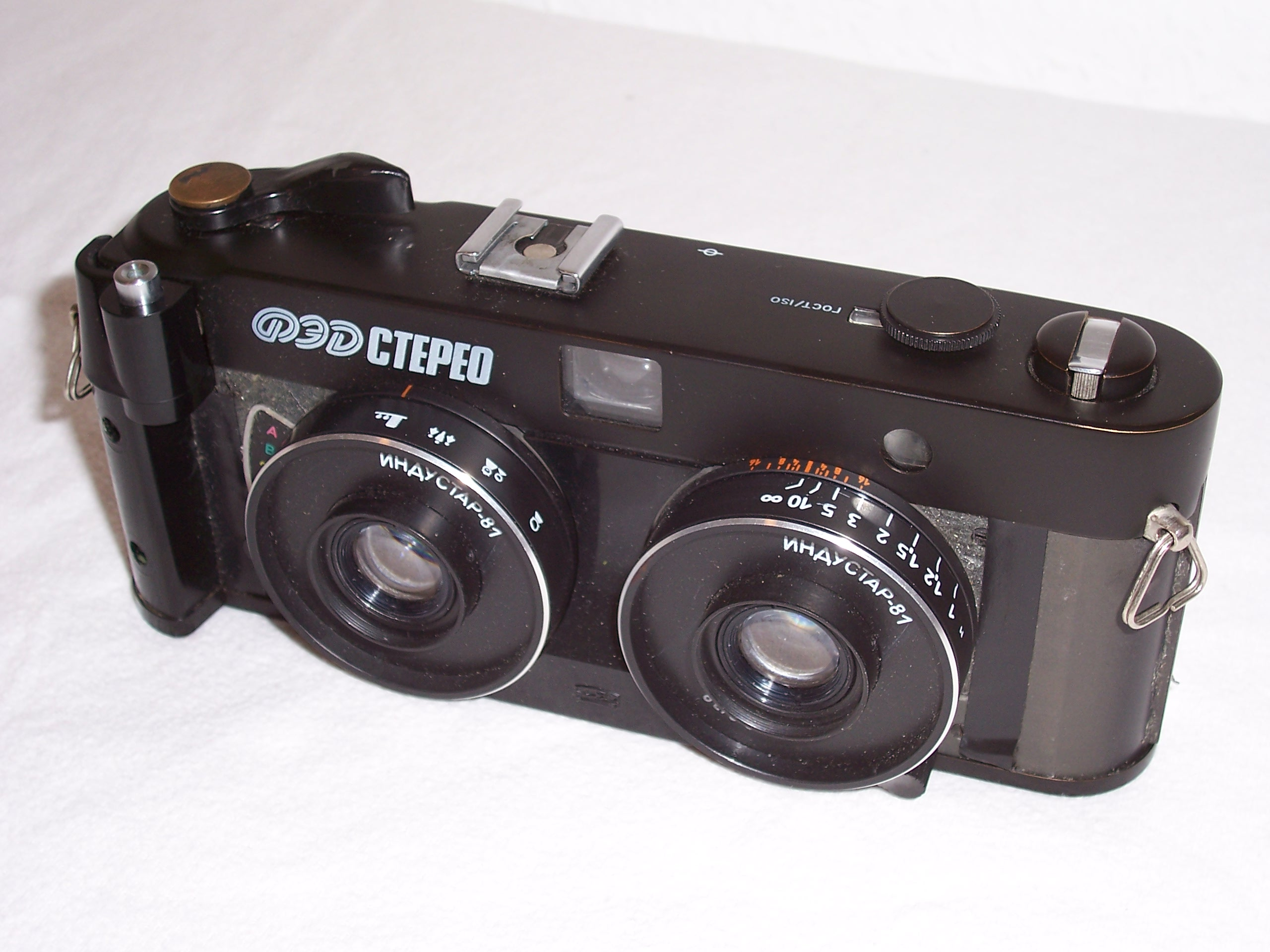
FED Stereo

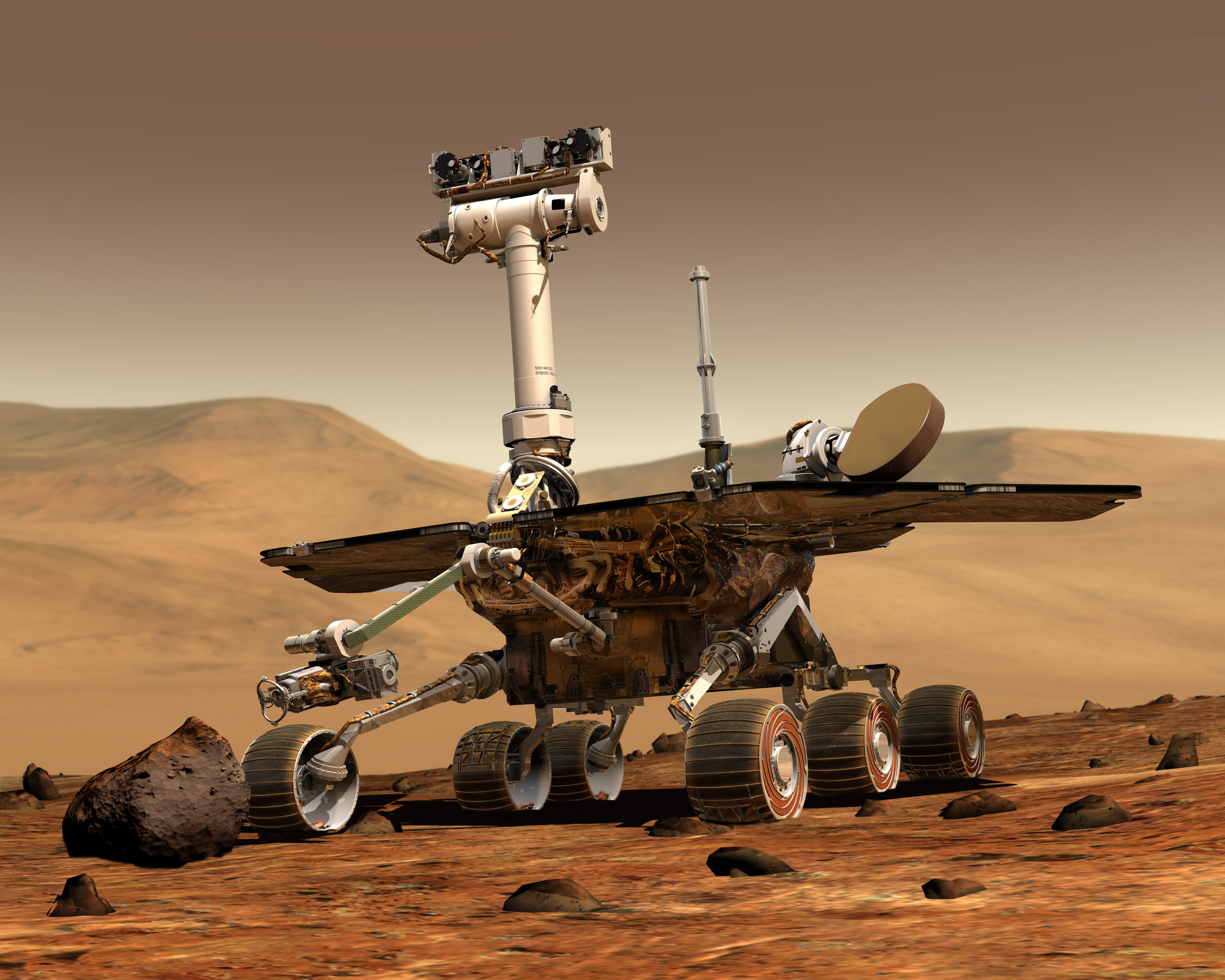
Robotické vozítko Mars Exploration Rover vybavené stereofotoaparáty PanCam

Stereofotoaparát nebo stereoskopická fotografická komora je speciální fotoaparát, který má dva stejné objektivy, synchronizovanou závěrku, clonu i ostření. Přístroj na prohlížení stereofotografií se označuje jako stereoskop neboli stereograf.

## Princip
Princip spočívá v pořízení dvou plošných obrázků, které jsou díky konstrukci zařízení snímány z různých úhlů a předmět se pak ve výsledku jeví jako plastický.
Metodami pořizování snímků se zabývá obor stereoskopie. Na stereofotografie se pořizovaly například pohlednicové snímky krajin (Francis Frith), které se používaly při vzdělávání. Stereofotografie se používaly také ve vojenství při zkoumání stereoskopických dvojic vertikálních leteckých snímků.
Sériově vyráběných filmových stereofotoaparátů existuje celá řada, například Belplasca, Realist, Viewmaster, Stereomikroma nebo Sputnik. První digitální stereofotoaparát uvedla firma Fujitsu roku 2009, jedná se o typ REAL 3D W1.

## Historie
Jules Duboscq (1817-1886) zkonstruoval stereofotoaparát a v roce 1850 zkonstruoval prohlížečku stereofotografií.
V roce 1893 patentoval Jules Richard (1848-1930) nový celokovový stereoskopický fotoaparát Vérascope. Do té doby byly stereoskopické kamery těžké a obtížně manipulovatelné. Richard představil nový formát 45 x 107 mm, který dovoloval hodně ubrat na váze a objemu zařízení. Tento vynález přišel na trh v pravý čas a měl velký úspěch. Říká se, že dopad stereofotoaparátu Julese Richarda byl téměř stejný jako Kodak George Eastmana. Nový formát se brzy stal populární, zejména proto, že společnost také dodávala zákazníkům různá rozšíření a doplňky, zkrátka vše potřebné ke splnění přání nadšenců stereofotografie. Vyráběl stereoskopické desky a filmy. Kromě verze fotoaparátu Vérascope 45 x 107 mm vyráběl velikost 6 x 13 cm a okrajově 7 x 13 cm.
V roce 1893 botanik a fotograf Paul Bergon (1863-1912) představil společnosti Société Française de Photographie stereoskopický fotoaparát vhodný zejména pro detailní botanickou fotografii. Obdržel ocenění Akademie věd za studium a fotografie rozsivek.

## Typy stereofotoaparátů
- Jules Richard Verascope
- Loreo
- Nimslo 3D
- RBT vyrobený v Německu
- Stereo Realist takzvaná "Realist Format" camera, poprvé prodána roku 1947
- View-Master Personal Stereo Camera byla uvedena na trh v roce 1952
- Kodak Stereo Camera byla uvedena na trh koncem roku 1954
- Meopta Stereomikroma I (1960)[3]
- Meopta Stereomikroma II (1965)[3]
- Meopta Stereo 35 (1972)[3]
- Fujifilm FinePix Real 3D W1 první digitální stereofotoaparát série Fujifilm FinePix W Series Real 3D, který uvedla firma Fujitsu v roce 2009.[8]
- Lytro - plenoptický fotoaparát
- Robotické vozítko Mars Exploration Rover je vybavené stereofotoaparáty PanCam

## Galerie

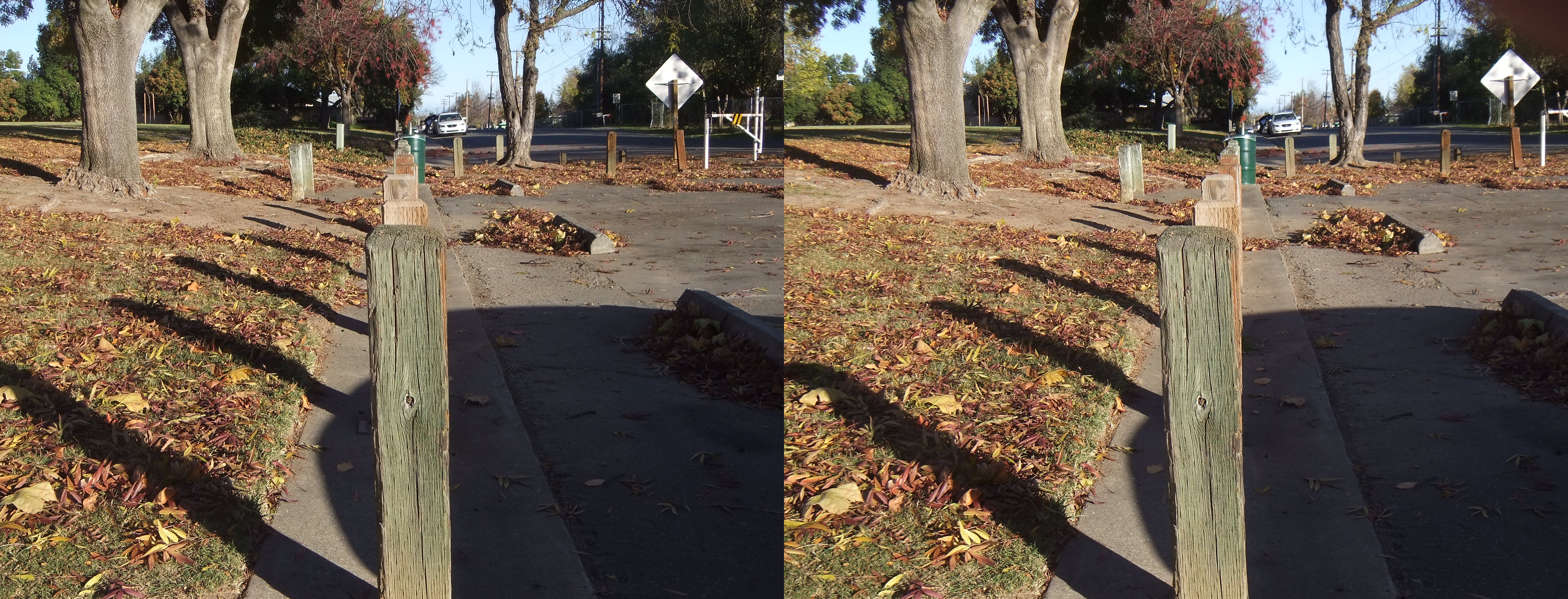
Stereofotografie z fotoaparátu Fujifilm FinePix W Series Real 3D